# Тропою грома (балет)
«Тропо́ю гро́ма» (азерб. İldırımlı yollarla) — балет в трёх действиях и шести картинах Кара Караева. Либретто Юрия Слонимского по мотивам одноимённого романа Питера Генри Абрахамса.

## История создания

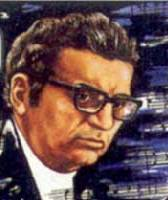
Автор музыки балета — Кара Караев

Партитуру Кара Караев посвятил памяти Сергея Прокофьева.
Вот как описывается балет в Большой советской энциклопедии:

Острым чувством современности проникнута музыка балета К. Караева «Тропою грома». Музыкальная драматургия этого произведения отличается непрерывностью развития, конкретность танца соединяется в нём с широким симфоническим дыханием.

В 1967 году Кара Караев был удостоен Ленинской премии за этот балет.

## Действующие лица
- Ленни Сварц, молодой учитель, мулат
- Ханна Сварц, его мать, мулатка
- Лиззи, его сестра
- Мако, молодой учитель, африканец
- Герт Вильер, белый плантатор
- Сари Вильер, его дочь
- Вильджон, управляющий имением Вильера, белый
- Смит, его помощник, белый
- Отец Абель, старый проповедник, мулат
- Фанни, служанка в доме Вильера, мулатка
- Ларри, лакей в доме Вильера, мулат
- Тетка Анни, мулатка
- Три служанки
- Цветная девушка
- Цветные юноши
- Вождь негритянского племени.
- Вербовщик
- Хозяин кафе
- Друзья Ленни, гости из белого дома

## Либретто балета
Действие происходит на юге Африки в наши дни (40-е годы XX века).
Площадь южноафриканского городка. В кабачке пирует группа студентов. К компании присоединяется Ленни в мантии и шапочке выпускника университета, счастливец, только что получивший диплом, который он с радостью показывает товарищам.
Ленни затягивает любимую студенческую песенку. Пришёл час прощания со студенческой братией. Ленни уезжает домой. Молодые люди, переполненные радостью жизни, забывают о суровой действительности. А она мстит им за это. Резкий удар, и один из студентов падает - контролёр железной дороги напоминает цветным, что им воспрещён вход в вагон для белых. Превозмогая боль, вполголоса начинает студенческую песенку тот, кого ударил контролёр.
Веселей, не горюй! Вперёд и вперёд! Поезд трогается.
И вот Ленни в родном селе. Увидев хорошо одетого человека с чемоданами, цветные ребятишки принимают Ленни за белого. Дети разбегаются по деревне с сообщением о приезде незнакомца.
Дверь дома раскрывается. На пороге - преждевременно состарившаяся женщина. Она низко кланяется хорошо одетому незнакомцу. Ленни поднимает на руки мать, отвыкшую от сыновней ласки. Руки матери ласкают голову сына.
Вся деревня уже оповещена быстроногими вестниками. С гордостью знакомит мать своего сына с односельчанами, со старым проповедником, давно мечтавшим научить грамоте свою паству. Лиззи бросается брату на шею. Девушки танцуют для Ленни. Танец с гитарами заводит красавица Фанни.
Почтительно взирают односельчане на мантию и шапочку Ленни. По просьбе матери он облачается в этот диковинный наряд и сразу делается для окружающих могущественным учёным.
На деревенской площади появляется помещик Герт в сопровождении своего управляющего Вильджона и его помощника Смита. Жители деревни низко склоняются перед ними. Один только Ленни смотрит прямо в глаза белому господину. Смит сбивает с головы Ленни его шапочку, но Ленни снова надевает её, чем вызывает негодование спутников Герта. Взрыв ярости белого помещика кажется неминуемым, но на помощь приходит Фанни. Она проскальзывает между Гертом и Ленни. Движения её танца кружат голову Герту, отвлекая от Ленни. На этот раз гроза миновала.
Волнистые просторы вельда - необъятной степи Южной Африки. Здесь легче дышится, чем в деревне. Ленни мечтает о школе, которую он откроет в селе.
Внезапно тяжёлые удары сыплются на его голову. Вильджон и Смит решили проучить зазнавшегося "черномазого". Чьи-то шаги пугают их, они исчезают во мраке. Издали, виден светлячок. Это идёт дочь помещика Сари, освещая свой путь электрическим фонариком. Она наслаждается тишиной и прохладой ночи и чуть не наступает на человека, лежащего без чувств. Готовая помочь незнакомцу, она освещает его лицо. Цветной! В ужасе Сари отступает от него. Ленни приходит в себя. Потрясённый пережитым, он с гневными возгласами наступает на белую девушку. Взрыв гнева истощает силы Ленни, и он снова падает. Сари, движимая непривычным состраданием к цветному, возвращается и, сняв с себя шарф, перевязывает рану Ленни. Затем она удаляется.
Школа. Ленни занимается с ребятишками. Лиззи приводит своих подружек: пусть полюбуются её братом. Приходит Вильджон. Он уводит Ленни в помещичий дом.
Сопровождаемый ватагой своих учеников, к школе приближается Мако, негритянский учитель из соседнего крааля. Но проповедник не позволяет цветным ребятишкам общаться с чёрными учениками Мако. Мако же против розни между цветными и чёрными. Проповедник гонит прочь негритянских детей.
В это время появляется Ленни. Встреча с Гертом повергла его в тяжёлое раздумье. Он не замечает ни встревоженных односельчан, ни Мако, учившегося вместе с ним в университете.
Мако затягивает студенческую песенку. Ленни радостно откликается на дружеский привет. Они обнимаются. Ребята следуют примеру своих учителей. Затем все расходятся.
К опустевшей школе медленно приближается Сари. Её взгляд падает на Ленни, возвратившегося в школу. Долго, не отрываясь, смотрят они друг другу в глаза. Ленни обеспокоен. Если их увидят вместе, Сари погибла. Пусть уходит отсюда, из села, где живут чёрные. Сари воспринимает слова чернокожего как оскорбление и убегает.
В Ленни все протестует против разрыва. Но к его ногам падает мать, она заклинает вырвать из сердца белую девушку, которая принесёт гибель ему, семье, односельчанам. И Ленни, борясь с любовью, обещает исполнить её волю.
Гремит оркестр. Со всех сторон стекаются цветные. Победным маршем идут белые люди, несущие огромный плакат, с которого смотрит счастливо улыбающийся негр. Это вербовщики рабочей силы. Чтобы заинтересовать доверчивое население, предприниматели обставляют вербовку как народный праздник, угощают пивом.
Вербовщики разжигают рознь между цветными и чёрными. Они соблазняют наивных подвыпивших людей украшениями для их жён, конфетами для детей, тёплыми одеялами, оберегающими от холодных зимних ветров. Из-за такого одеяла вождь негров, подстрекаемый вербовщиками, вступает в драку с одним из цветных и убивает его. Тщетно Мако требует, чтобы вербовщики прекратили натравливать цветных на чёрных. Решив покончить со смутьяном, Смит стреляет в Мако, но по ошибке попадает в вождя негров. Два трупа лежат на земле. Горе охватывает цветных и чёрных.
Двор дома Герта. Работают цветные служанки. Спрятавшись от жары, под корзиной дремлет Ларри. Лиззи и её подруги затевают с ним возню. Их останавливает Фанни, увидевшая приближающегося Герта. Стараясь не попадаться на глаза хозяину, все разбегаются.
Герт останавливает Фанни, грубо заигрывая с ней. Но когда Герт хочет её обнять, она кусает его за руку. Пинком ноги Герт отшвыривает непокорную. Появившаяся Сари мешает его расправе с Фанни. Отец и дочь уходят.
Служанки принимаются за работу. Но ненадолго. Лиззи принесла шапочку своего брата. Она надевает её на голову: как она похожа на Ленни! Служанки одна за другой объясняются в любви важному и красивому "учителю".
Их забаву прерывает Ларри. Он подслушал девичьи разговоры и грозит рассказать о них Ленни. Девушки решают наказать Ларри. Во время весёлой возни они набрасывают ему на голову наволочку. Ничего не видя, парень хватает кого попало. Случайно он наталкивается на вышедшую из дома Сари, обнимает её и кружит в воздухе. Возмущённая поведением цветного слуги Сари срывает наволочку и бьёт Ларри по лицу. Перепуганные насмерть служанки не знают, как вымолить прощение. А Сари глядит на коленопреклонённого Ларри, на окаменевших от страха служанок, на Лиззи и думает о Ленни. По её знаку служанки удаляются. Издалека доносятся звуки гитары, и каждый вздох гитары напоминает Сари о человеке, к которому её влечёт.
Ночь. Ленни один в вельде. Ждёт ли он здесь Сари или бежит от встречи с ней? Она устремляется к нему, готовая первая сказать о любви. Снова встречаются их взгляды. И снова Ленни закрывает глаза руками. Ему нельзя смотреть на белую девушку, даже если он любит её больше жизни. Ласково, но твёрдо Сари отводит его руки, и все преграды на пути их любви рушатся. Такими увидел их Мако. Он в ужасе от того, что кто-то может застать их вместе - белую девушку и цветного юношу.
Чьи-то пьяные голоса нарушили тишину вельда. Мако пытается отвлечь внимание пьяных гуляк от Сари и Ленни, и это ему удаётся. Но белые не настолько пьяны, чтобы пропустить случай избить дерзкого негра. Мако с трудом держится на ногах. На его плечо ложится рука Ленни. Робко смотрит Мако на Сари. Отныне он стал хранителем их тайны. И они знают, что он не предаст их.
Рождество в доме Герта. Гости танцуют старинные танцы первых колонистов. Среди гостей появляется Сари. Её мысли далеко отсюда - с Ленни. Бьют часы. Волнение Сари усиливается. Час бегства с Ленни настал. Сари скрывается. Её уход замечает Вильджон и сообщает Герту, что Сари сбежала из дома. Герт и Вильджон спешат в погоню.
Сад перед домом. В окнах, сквозь спущенные жалюзи, видны фигуры танцующих. Крадучись, пробирается в сад Ленни. Навстречу ему сбегает Сари. Они бросаются друг к другу.
Встревоженная Фанни предупреждает их об опасности. Но поздно. Выход из сада преграждает Смит, а из дома выбегают Герт и Вильджон. Ленни и Сари связывают одной верёвкой. Герт бьёт Сари по лицу. Выбегают гости. Они с презрением смотрят на Сари. Мужчины хотят расправиться с Ленни на месте. Тесно обнявшись, смотрят Сари и Ленни на разъярённую толпу. Ничто не разъединит их, даже смерть. Герт намерен расправиться с беглецами сам, и отсылает гостей в дом.
Завязывается драка между Ленни и Гертом. Сари пытается защитить Ленни от отца, но он швыряет её в толпу цветных. Снова отчаянная борьба между Ленни и Гертом. Сейчас Герт убьёт юношу. Фанни наносит Герту удар ножом. Герт падает. Вызванные Вильджоном вооружённые надсмотрщики окружают Сари и Ленни.
Пылают костры в деревне. Мать Ленни, распростёртая на земле, прижимает к груди мантию сына. К Богу взывает проповедник. Среди стоящих на коленях людей вырастает фигура Мако. Он склоняется к матери. Бережно берёт из её рук мантию. Мако рассказывает о любви Сари и Ленни. Голос Мако звучит всё суровее и твёрже. К нему придвигаются люди - чёрные и цветные.
Перед шествием цветных и чёрных распахиваются безграничные просторы африканской земли. На горизонте медленно расходятся свинцовые тучи. Гроза отступает перед гневным шествием цветных и негров - рука об руку, плечо к плечу.

## Сценическая жизнь

### Ленинградский театр оперы и балета имени С. М. Кирова
Премьера прошла 4 января 1958 года
Балетмейстер-постановщик Константин Сергеев, художник-постановщик Валерий Доррер, дирижёр-постановщик Эдуард Грикуров
Действующие лица
- Сари — Наталия Дудинская, (затем Ольга Моисеева, Алла Осипенко)
- Ленни — Константин Сергеев, (затем Борис Брегвадзе, Святослав Кузнецов, Игорь Чернышёв)
- Мако — Игорь Бельский
- Герт — Михаил Михайлов
- Фанни — Ираида Утретская
- Лиззи — Галина Кекишева, Татьяна Легат
- Тётка Анни — Татьяна Шмырова

Возобновление 21 февраля 1965 года
Балетмейстер-постановщик Константин Сергеев, художник-постановщик Валерий Доррер, дирижёр-постановщик Юрий Гамалей
Действующие лица
- Сари — Ольга Моисеева
- Ленни — Борис Брегвадзе
- Мако — Анатолий Гридин
- Герт — Игорь Чернышёв
- Фанни — Виктория Потёмкина

Возобновление 1972 года
Действующие лица
- Сари — Габриэла Комлева
- Ленни — Борис Бланков

### Большой театр
Премьера прошла 27 июня 1959 года на сцене Филиала
Новая редакция, балетмейстер-постановщик Константин Сергеев, художник-постановщик Валерий Доррер, дирижёр-постановщик Евгений Светланов
Действующие лица
- Сари — Ольга Лепешинская, (затем Людмила Богомолова)
- Ленни — Юрий Кондратов, (затем Марис Лиепа)
- Лиззи — Муза Готлиб, (затем Екатерина Максимова, Наталья Филиппова, Татьяна Попко)
- Герт — Сергей Корень, (затем Александр Бегак, Константин Рихтер, Александр Лавренюк)
- Фанни — Юламей Скотт, (затем Аида Истомина)

Спектакль прошёл 23 раза, последнее представление 8 февраля 1964 года

### Постановки в других городах
- 1959 — Донецкий театр оперы и балета, балетмейстер-постановщик Константин Муллер
- 1960 — Минский театр оперы и балета, балетмейстер-постановщик Наталья Конюс
- 1960 — Казанский театр оперы и балета, балетмейстер-постановщик Константин Муллер
- 1960 — Куйбышевский театр оперы и балета, балетмейстер-постановщик Наталья Данилова
- 25 декабря 1960 — Азербайджанский театр оперы и балета им. М. Ф. Ахундова, балетмейстер-постановщик Константин Сергеев, художник-постановщик Валерий Доррер, дирижёр-постановщик Ниязи
- 1961 — Киргизский театр оперы и балета, балетмейстер-постановщик Кульбубу Мадемилова
- 1961 — Башкирский театр оперы и балета, балетмейстер-постановщик Виктор Пяри
- 1961 — Молдавский театр оперы и балета, балетмейстер-постановщик Константин Муллер
- 1962 — Петрозаводский музыкальный театр, балетмейстер-постановщик М. М. Мнацаканян; Сари — Е. Павлова, Ленни — И. Гафт, Мако — А. Минц, Мать Ленни — А. Арак
- 1963 — Таджикский Театр оперы и балета им. С. Айни, балетмейстер-постановщик Наталья Конюс, художник-постановщик Михаил Ушац; Сари — Малика Сабирова, Ленни — Музаффар Бурханов
- 1963 — Воронежский театр оперы и балета, балетмейстер-постановщик Константин Муллер
- 1963 — Львовский театр оперы и балета, балетмейстер-постановщик Анатолий Шикеро, дирижёр-постановщик С. М. Арбит
- 1964 — Бурятский театр оперы и балета, балетмейстер-постановщик М. М. Мнацаканян
- 1970 — Сыктывкарский театр оперы и балета, балетмейстер-постановщик Людмила Бордзиловская
- 1972 — Тбилисский театр оперы и балета, балетмейстер-постановщик Гулбат Давиташвили
- 1975 — Азербайджанский театр оперы и балета им. М. Ф. Ахундова, балетмейстеры-постановщики Рафига Ахундова и Максуд Мамедов
- 1976 — Новосибирский театр оперы и балета, балетмейстер Рафига Ахундова и Максуд Мамедов, Сари — Любовь Гершунова

## Видеоролики
- Исполнение симфоническим оркестром на жеребьёвке полуфианала Евровидения 2012
- Исполнение симфоническим оркестром Toronto Silk Road музыки к «танцу девушек» из балета
- Исполнение на фортепиано отрывков из балета
- Исполнение на гитарах музыки к «танцу девушек» из балета. Каппельхаус. Баку
- Исполнение симфоническим оркестром танца из балета